# Siren Song (canción de Erasure)
Siren Song es una canción del dúo del género electrónico Erasure publicada en su álbum Chorus (álbum de Erasure) en 1991.

## Descripción
Siren Song fue compuesta por Vince Clarke y Andy Bell.

## Datos adicionales
En el álbum Buried Treasure II se encuentra una versión con letra alternativa de Siren Song.